# Danh sách câu lạc bộ bóng đá ở Uganda
Đây là danh sách các câu lạc bộ bóng đá ở Uganda.
Về danh sách đầy đủ, xem Thể loại:Câu lạc bộ bóng đá Uganda

## B
- Biharwe F.C. (Biharwe)
- Bitumastic FC (Kampala)
- Boroboro FC (Lira)[1]
- Bright Stars FC (Kampala)
- Bul FC (Jinja)
- Bunamwaya SC (Wakiso)

## C
- Coffee United SC (Kakira)
- CRO FC (Mbale)

## E
- Ediofe Hills FC (Arua)
- Entebbe Young Football Club (Kampala)
- Express FC (Kampala)

## F
- Fire Masters FC (Kampala)[2]

## G
- Gulu United FC (Gulu)

## H
- Hoima FC (Hoima)[3]

## J
- Jinja Municipal Council Hippos FC (Jinja)[4]

## K
- Kampala Capital City Authority FC (Kampala)
- Kiira Young FC (Kampala)
- Kilembe Mines FC (Kilembe)
- Kirinya-Jinja SS FC[5]

## L
- Lweza FC (Kampala)

## M
- Maroons FC (Kampala)
- Masaka Local Council FC (Masaka)
- Mbale Heroes Football Club (Mbale)
- Mbarara United FC (Mbarara)

## N
- Nile Breweries FC (Jinja)

## O
- Onduparaka F.C. (Arua)[6]

## P
- Police FC (Kampala)
- Police FC (Wakiso) (Wakiso)[7]
- Proline FC (Kampala)

## R
- Rwenshama FC[8] (Kampala)

## S
- Sadolin Paints FC (Bugembe)[9]
- SC Villa (Kampala)
- Simba FC (Bombo)
- Soana FC (Kampala)

## T
- The Saints FC (Kampala)[10]

## U
- Uganda Revenue Authority SC (Kampala)
- Umeme FC (Jinja)
- UTODA FC (Kampala)[11]

## V
- Victoria University SC (Kampala)
- Victors FC (Kampala)
- Vipers SC (Wakiso Town)